# Marie Cavallier
Marie Cavallier, Vương tức Đan Mạch, Bá tước phu nhân của Monpezat (nhũ danh Marie Agathe Odile Cavallier, sinh ngày 6 tháng 2 năm 1976) là người vợ thứ hai của Joachim của Đan Mạch.

## Gia đình
Marie Cavallier sinh ngày 6 tháng 2 năm 1976 tại thủ đô Paris của nước Pháp. Bà là con gái duy nhất của Alain Cavallier và Françoise Grassiot (nhũ danh Moreau). Cha của bà là đồng chủ sở hữu của một công ty quảng cáo đã về hưu, còn mẹ của bà là chủ của khách sạn Chateau de la Vernède. Sau khi cha mẹ ly hôn, bà chuyển đến sống tại Genève, Thụy Sĩ cùng với mẹ.
Bà có hai người anh trai cùng mẹ khác cha là Benjamin và Gregory Grandet (đều sinh ở Thụy Sĩ), và hai em trai cùng cha khác mẹ là Charles và Edouard Cavallier (đều sinh ở Paris).
Hiện, bà đang sống cùng gia đình tại Amalienborg, biệt thự mùa hè của gia đình hoàng gia, ở Copenhagen.

## Học vấn
Từ năm 1981 – 1989, Marie theo học tại một trường tiểu học ở Paris. Năm 1989, sau khi cha mẹ ly hôn, bà được gửi đến trường nội trú quốc tế Beau-Soleil ở Villars, Thụy Sĩ, nơi mà nhiều thành viên hoàng gia Luxembourg cũng đang theo học. Bà từng có thời gian theo học ngành Kinh doanh quốc tế tại trường Đại học Babson ở Wellesley, bang Massachusetts, Hoa Kỳ trước khi được nhận vào khoa Kinh tế của trường Đại học Genève, Thụy Sĩ. Năm 1999, bà tốt nghiệp cử nhân khoa học xã hội tại trường Đại học Marymount Manhattan ở quận Mahattan thuộc thành phố New York. Trong những năm đại học, bà đã trở thành trợ lý quan hệ công chúng của công ty Estée Lauder vào mùa hè năm 1994, và trợ lý giám đốc điều hành của Tập đoàn ING Numismatic Group SA ở Genève mùa hè năm 1997. Bên cạnh đó, để trang trải tiền học phí, Marie còn đi dạy thêm tiếng Pháp.
Sau khi tốt nghiệp, bà trở thành điều phối viên marketing quốc tế cho Tập đoàn DoubleClick – một công ty quảng cáo quốc tế ở New York. Năm 2002, bà trở về Pháp và làm việc cho công ty quảng cáo Media Marketing. Năm 2004, bà chuyển sang làm việc cho chi nhánh Radianz của hãng thông tấn tài chính Reuters tại Thụy Sĩ. Bên cạnh đó, bà còn là nhân viên của công ty REInvest ở Genève. Trước khi đính hôn với Vương tử Joachim, bà đang là thư ký giám đốc điều hành của Tập đoàn ING Numismatic Group SA.
Bên cạnh tiếng mẹ đẻ là tiếng Pháp, Marie còn có thể nói được tiếng Anh, tiếng Tây Ban Nha và tiếng Ý. Sau khi kết hôn với Vương tử Joachim, bà bắt đầu học thêm tiếng Đan Mạch.

## Hôn nhân
Marie Cavallier bắt đầu nhận được sự quan tâm của giới truyền thông khi họ chụp được hình bà đang tay trong tay với Vương tử Joachim của Đan Mạch khi đang đi nghỉ cùng nhau tại Avignon, Pháp tháng 8 năm 2005. Ngoài ra, bà, Vương tử Joachim, vợ cũ của ông là cựu Vương tức Alexandra của Đan Mạch, hai con trai của ông là Vương tôn Nikolai và Vương tôn Felix, và một số người bạn thân đã cùng nhau mở tiệc ăn mừng, chào đón Năm mới 2007.
Tháng 1 năm 2007, Marie đã cùng với Vương tử Joachim và hai con của ông đi trượt tuyết ở Thụy Sĩ. Cũng trong năm đó, bà đã được mời đến dự buổi tiệc ăn mừng lễ Phục Sinh tổ chức tại Cung điện Marselisborg cùng với các thành viên khác của hoàng gia Đan Mạch.
Ngày 3 tháng 10 năm 2007, Vương thất Đan Mạch đã công bố tin đính hôn giữa Vương tử Joachim và Marie Cavallier. Đến ngày 21 tháng 11 năm 2007, Vương thất Đan Mạch công bố đến toàn dân, rằng ngày 24 tháng 5 năm 2008 sẽ được chọn làm ngày tổ chức lễ cưới cho cặp đôi.
Lễ cưới được tổ chức tại theo đúng dự kiến tại Nhà thờ Møgeltønder, còn lễ mừng được tổ chức tại Lâu đài Schackenborg. Sau lễ cưới, Marie chính thức trở thành Her Royal Highness Công nương Marie của Đan Mạch, Bá tước phu nhân của Monpezat. Bên cạnh đó, sau khi kết hôn, Marie đã nhập tịch Đan Mạch và cải đạo từ Công giáo sang Giáo hội Đan Mạch. Ngày cưới của cặp đôi cũng chính là ngày kỷ niệm 75 năm lễ cưới của ông ngoại Vương tử Joachim là Vua Frederik IX của Đan Mạch và Vương nữ Ingrid của Thụy Điển. Váy cưới của cô dâu được thiết kế và may bằng tay bởi nhà thiết kế người Ý–Tây Ban Nha Arasa Morelli và các đồng sự.
Họ có với nhau 2 người con:
- Vương tôn Henrik Carl Joachim Alain, sinh ngày 4 tháng 5 năm 2009.
- Vương tôn nữ Athena Marguerite Françoise Marie, sinh ngày 24 tháng 1 năm 2012.[9]

Bên cạnh đó, Công nương Marie còn là mẹ kế của Vương tôn Nikolai và Vương tôn Felix, hai người con của Vương tử Joachim từ cuộc hôn nhân trước. Ngoài ra, Marie còn là mẹ đỡ đầu của Sofie Agnete Davidsen Siesbye (con gái của Oscar và Britt Siesbey - bạn thân của Vương tức), Agathe Anna Steenstrup (con gái của Peter và Henriette Steenstrup, bạn thân của Công nương), Vương nữ Josephine của Đan Mạch và Nicholas Christian Luel Bendtner (con trai của tiền đạo Nicklas Bendtner và Nữ Nam tước Caroline Luel-Brockdorff).

## Nhiệm vụ hoàng gia

Huy hiệu của Công nương Marie

Sau khi kết hôn không bao lâu, Vương tức Marie đã phải thực hiện các nhiệm vụ hoàng gia với vai trò là một "Vương tức Đan Mạch". Tháng 9 năm 2008, trong cuộc phỏng vấn với tờ Billed Bladet của Đan Mạch, Vương tức Marie đã bày tỏ ý muốn được nhanh chóng sinh con.
Ngày 28 tháng 10 năm 2008, Vương tức Marie đã có chuyến viếng thăm chính thức đến Maroc để đem món đồ chơi lắp ghép nổi tiếng có nguồn gốc từ Đan Mạch - Lego - đến các trẻ em mồ côi ở Rabat. Sau chuyến đi này, bà đã cùng chồng là Vương tử Joachim tiếp tục công du sang Nga.

## Tước hiệu

Vuong gia huy của Vương tức Marie

- 24 tháng 5 năm 2008 – nay: Her Royal Highness Vương tức Marie của Đan Mạch, Bá tước phu nhân của Monpezat

## Huân chương

### Huân chương quốc gia
- Nữ Hiệp sĩ của Order of the Elephant (R.E)
- 11 tháng 6 năm 2009: Huân chương kỷ niệm sinh nhật lần thứ 75 của H.R.H Hoàng thân
- 16 tháng 4 năm 2010: Huân chương kỷ niệm sinh nhật lần thứ 70 của H.M Nữ hoàng
- 14 tháng 1 năm 2012: Huân chương kỷ niệm 40 năm trị vì của H.M Nữ hoàng

### Huân chương nước ngoài
- Hy Lạp: Ruy-băng danh dự của Huân chương từ thiện
- Phần Lan: Ruy-băng danh dự của Huân chương Hoa hồng trắng của Phần Lan